# Геотермална енергетика в Япония
Геотермалната енергетика в Япония е част от производството на електроенергия в Япония. Към 2013 г. се произвеждат 2596 GWh електроенергия, което представлява 0,25% от общото количество произведена електроенергия в страната.

## Технология
С наличието на голям брой извори на гореща вода, Япония разполага с достатъчно ресурси за производство на електроенергия от геотермални електроцентрали. През 2007 г. Япония разполага с 535,2 MW инсталирани мощности или около 5% от общия дял на произведената електроенергия от геотермални електроцентрали в света, но като дял от общото количество електроенергия произведена в Япония е незначителен.
Разработването на нови геотермални електроцентрали спира в средата на 1990-те години. Причина за това е голямата съпротива на обществото в страната. По-голямата част от изворите на гореща вода се намират в защитени територии и в курортни селища. В тези места населението е силно зависимо от туристите посещаващи горещите извори. Те се противопоставят на развитието на геотермалната енергетика, която ще окаже негативно влияние върху туристическата индустрия, местната икономика и природата. Въпреки това интересът към геотермалната енергетика се увеличава, особено след аварията в атомната електроцентрала във Фукушима и последвалото закриване на част от атомните електроцентрали в Япония. Правителството и бизнеса обмислят над 60 възможни площадки за построяване на геотермални електроцентрали. След построяването Япония ще бъде на трето място, след САЩ и Индонезия, по произведено количество електроенергия от геотермални електроцентрали. Предполага се, че около 1500 извора с гореща вода, без допълнителни сондажи, могат да произвеждат годишно по 723 MW електроенергия.
Япония разработва нови технологии за проучване, използване и контрол на геотермалните ресурси. Поради застой на геотермалната енергетика в страната, по-голямата част от технологиите са използвани в други държави. След 2000 г. 67% от използваните турбини в геотермалните електроцентрали в света са произведени в Япония.

## История
Първата експериментална електроцентрала в Япония е открита през 1925 г. в префектура Оита. Развитието на геотермалната енергетика се забавя по време на Втората световна война. Първата, работеща с пълен капацитет геотермална електроцентрала в страна е открита през 1966 г. Тя е собственост на Nihon Heavy Chemical Industory Corp. и има 9,5 MW инсталирани мощности. В средта на 1970-те години се разработва ново поколение по-ефективни геотермални електроцентрали. До средата на 1980-те години се откриват средни по капацитет (до 50 MW) електроцентрали. С напредването на технологиите, се разработват електроцентрали с по-малък капацитет, които да са ефективни в райони с по-малко ресурси. През 1996 г. общите инсталирани мощности достигат до около 500 MW.
През април 2011 г. Министерство на околната среда на Япония издава доклад „Изследване на потенциала за въвеждане на възобновяеми енергийни източници“. В него се посочва, че Япония разполага с ресурси за производство на 19,140 GW електроенергия годишно. It has shown total 19.14GW of Japanese geothermal resource potential.

## Електроцентрали
Към 2003 г. в Япония функционират 20 геотермални електроцентрали.
| име               | капацитет (MW) | година      | забележка         |
| ----------------- | -------------- | ----------- | ----------------- |
| Мори              | 50             | 1982        |                   |
| Онума             | 9.5            | 1974        |                   |
| Сумикава          | 50             | 1995        |                   |
| Мацукава          | 23.5           | 1966        |                   |
| Каконда 1 и 2     | 80             | 1978 – 1995 |                   |
| Уенотаи           | 28.8           | 1994        |                   |
| Оникобе           | 15             | 1975        |                   |
| Янайзу-Нишияма    | 65             | 1995        |                   |
| Хачиджо-джима     | 3.3            | 1999        |                   |
| Сугинои           | 1.9            | 1981        |                   |
| Такигами          | 25             | 1996        |                   |
| Отаке             | 12.5           | 1967        |                   |
| Хачубару 1 и 2    | 112            | 1977 – 2006 |                   |
| Куджу             | 0.99           | 1998        |                   |
| Такеною           | 0.1            | 1991        | закрита           |
| Киришима-кокуксай | 0.1            | 1984        | планирано спиране |
| Огири             | 30             | 1996        |                   |
| Ямагава           | 30             | 1995        |                   |